# Sant Quirze de Colera

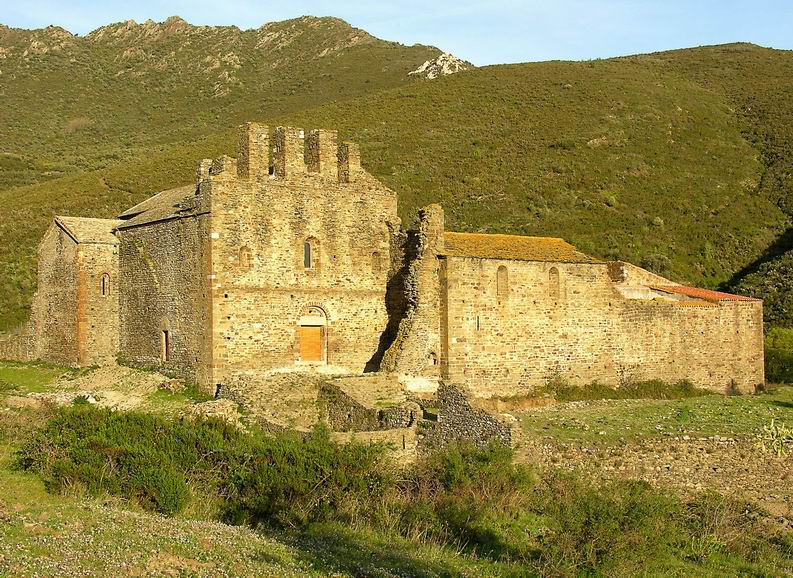
Sant Quirze de Colera, 2008

Sant Quirze de Colera ist eine seit dem 10. Jahrhundert urkundlich erwähnte Benediktinerabtei im Norden Kataloniens. Die Abtei gehört zum Gebiet der Gemeinde Rabós, die im Alt Empordà der Provinz Girona gelegen ist.
Die Abtei ist ein architektonisches Ensemble, das sich aus der Basilika Sant Quirze, verschiedenen den Kreuzgang umgebenden Nebengebäuden, einem Wachtturm und Mauern zu Verteidigungszwecken, der Kirche Santa Maria de Colera und den Überresten eines ehemaligen Hospiz zusammensetzt. Ihr Baustil kann der Frühromanik und der katalanischen Romanik zugeordnet werden. Verwendet wurden vorwiegend Bruchsteine aus anstehendem Schiefergestein.
Die Abtei wurde am 3. Juni 1931 mit der Nummer RI-51-0000562 zum Monument Historicoartístic Nacional erklärt und 1993 unter die Bé Cultural d’Interès Nacional aufgenommen.

## Lage

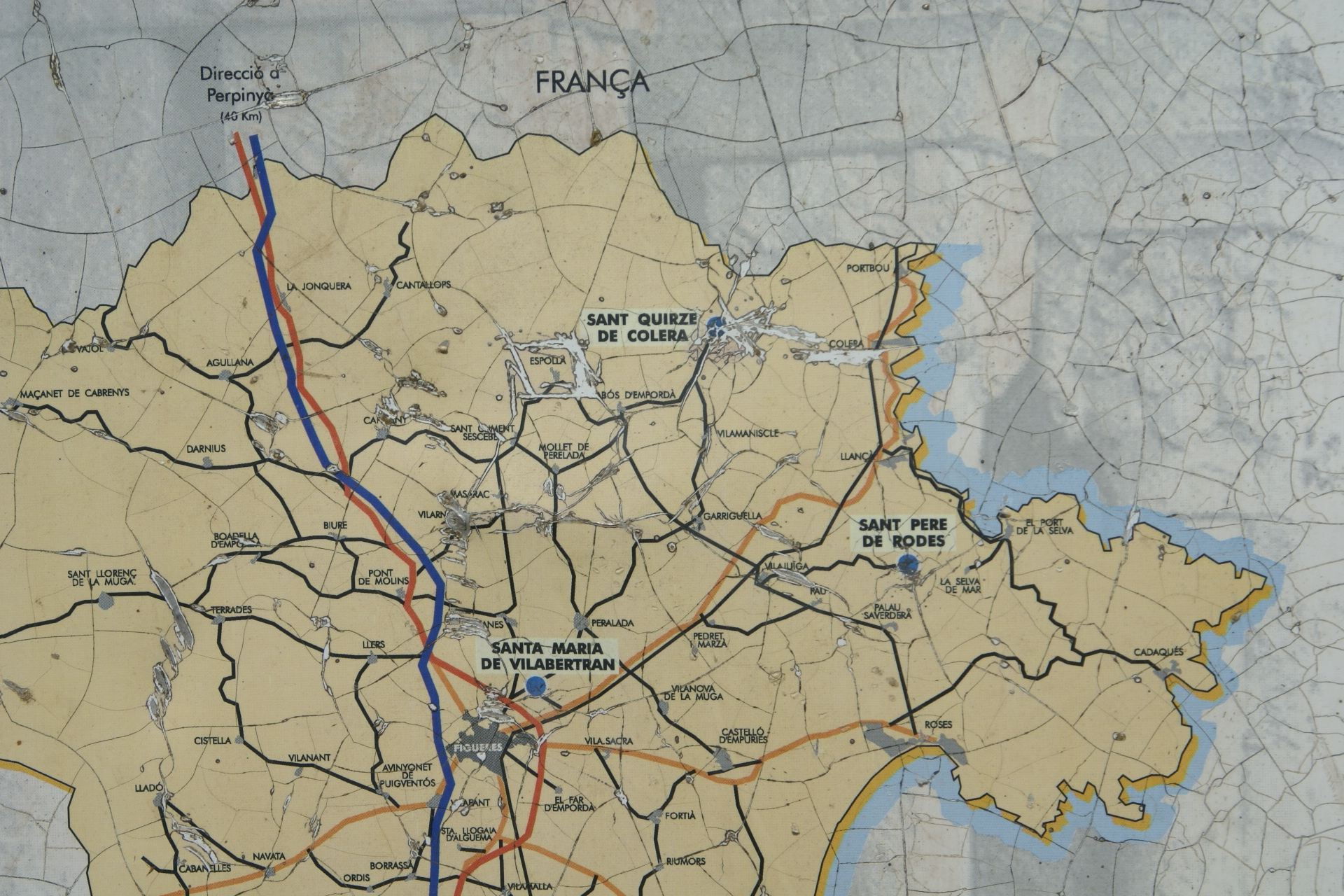
Lageplan

Die Benediktinerabtei Sant Quirze de Colera, Spanisch San Quirico de Colera, befindet sich im Naturpark der Serra de l’Albera (Paratge Natural d’Interès Nacional de l’Albera), etwa 5 Kilometer nordnordöstlich von Rabós. Sie liegt auf 176 Meter Meerhöhe am Rec de la Perdiu, einem Wildbach der vom 754 Meter hohen Puig d’en Jordà herabfließt. Die 100 Meter weiter östlich gelegene Font de la Convent ist eine natürliche Quelle. Die Basilika zeigt mit ihrer Apsis in Richtung Ostnordost auf den Puig. In der Nähe der Abtei führt der Fernwanderweg GR 11 vorbei.

## Geschichte
Die Vorgängerkirche der Abtei Sant Quirze dürfte nach den letzten Ausgrabungen zu urteilen ins 8. oder 9. Jahrhundert zurückreichen. Bereits ab dem Jahr 782 hatten die Karolinger begonnen, zum Schutz gegen die Kriegszüge der Mauren die Spanische Mark einzurichten. Dieser Prozess fand seinen Abschluss mit der Eroberung Barcelonas im Jahr 801. Aus der Mark gingen dann später die einzelnen katalanischen Grafschaften hervor.
Im Jahr 927 belehnte Graf Gausbert von Empúries die Benediktiner mit den Ländereien um Sant Quirze. Die Abtei war im Jahr 935 fertiggestellt und wurde von Bischof Guigo (Guiu) von Girona geweiht. Im Verlauf der Jahre wurde die Abtei schrittweise vergrößert und renoviert. Ihr Wohlstand lässt sich daran ermessen, dass ihre Besitzungen sich über das gesamte Empordà und bis in das Roussillon hinein erstreckten.
Im Jahr 1123 war jedoch die Verehrung der Heiligen Quirze (Cyriacus), Andreas und Benedikt zum Stillstand gekommen. Die Abtei wurde daher von Bischof Berenguer Dalmau aus Girona in Beisein der Bischöfe Arnaud von Carcassonne und Peter von Elne ein zweites Mal geweiht, gleichzeitig erfolgte auch die Weihe an der benachbarten Kirche Santa Maria de Colera. Diese spirituelle Erneuerung war mit einer territorialen Konsolidierung und einer Ausdehnung nach Norden einhergegangen. Im 13. Jahrhundert versicherten dann mehrere päpstliche Bullen der Abtei ihren Rechtsanspruch, beispielsweise durch Papst Honorius III. im Jahr 1219 und durch Papst Innozenz IV. im Jahre 1246. Dennoch litt sie im Jahr 1285 im Zusammenhang mit dem Kreuzzug gegen Aragon unter den Truppen Philipps III. und im Jahr 1287 unter den Truppen Jakobs II. Unter dem Abt Berenguer de Vilatenim (1297 bis 1320) konnte sich die Abtei von den erlittenen Kriegsschäden jedoch wieder erholen. In dieser Periode neuen Glanzes wurde im Jahr 1303 eine neue Außenbefestigung erbaut. Ein katastrophaler Rückschlag kam im Jahr 1348 mit der Pest, die einen Großteil der ortsansässigen Bevölkerung hinwegraffte. Dennoch überlebte die Mönchsgemeinschaft.
Bereits ab dem 15. Jahrhundert machten sich dann erste Zerfallserscheinungen an der Abtei bemerkbar, da die Äbte jetzt nicht mehr in der Abtei residierten und sich daher die Disziplin drastisch gelockert hatte. Im Jahr 1592 endete die Selbstständigkeit der Abtei Sant Quirze, da sie durch Papst Clemens VIII. mit der Abtei von Sant Pere de Besalú zusammengelegt wurde. Bereits für das Jahr 1690 ist der ruinöse Zustand der Abtei Sant Quirze dokumentarisch belegt.
Im Jahr 1835 erlosch die Gemeinschaft von Sant Pere de Besalú im Zuge der Desamortisation in Spanien und sämtliche Güter wurden zur Versteigerung preisgegeben. Die Abtei Sant Quirze de Colera wurde zu diesem Zeitpunkt mit all ihrem Zubehör und Ländereien vom ampurdanischen General Ramón de Nouvillas erstanden und blieb bis 1994 im Besitz seiner Nachkommen, die sie dann für den symbolischen Betrag von 1000 Peseten der Gemeinde Rabós vermachten.

## Bauwerk

### Basilika

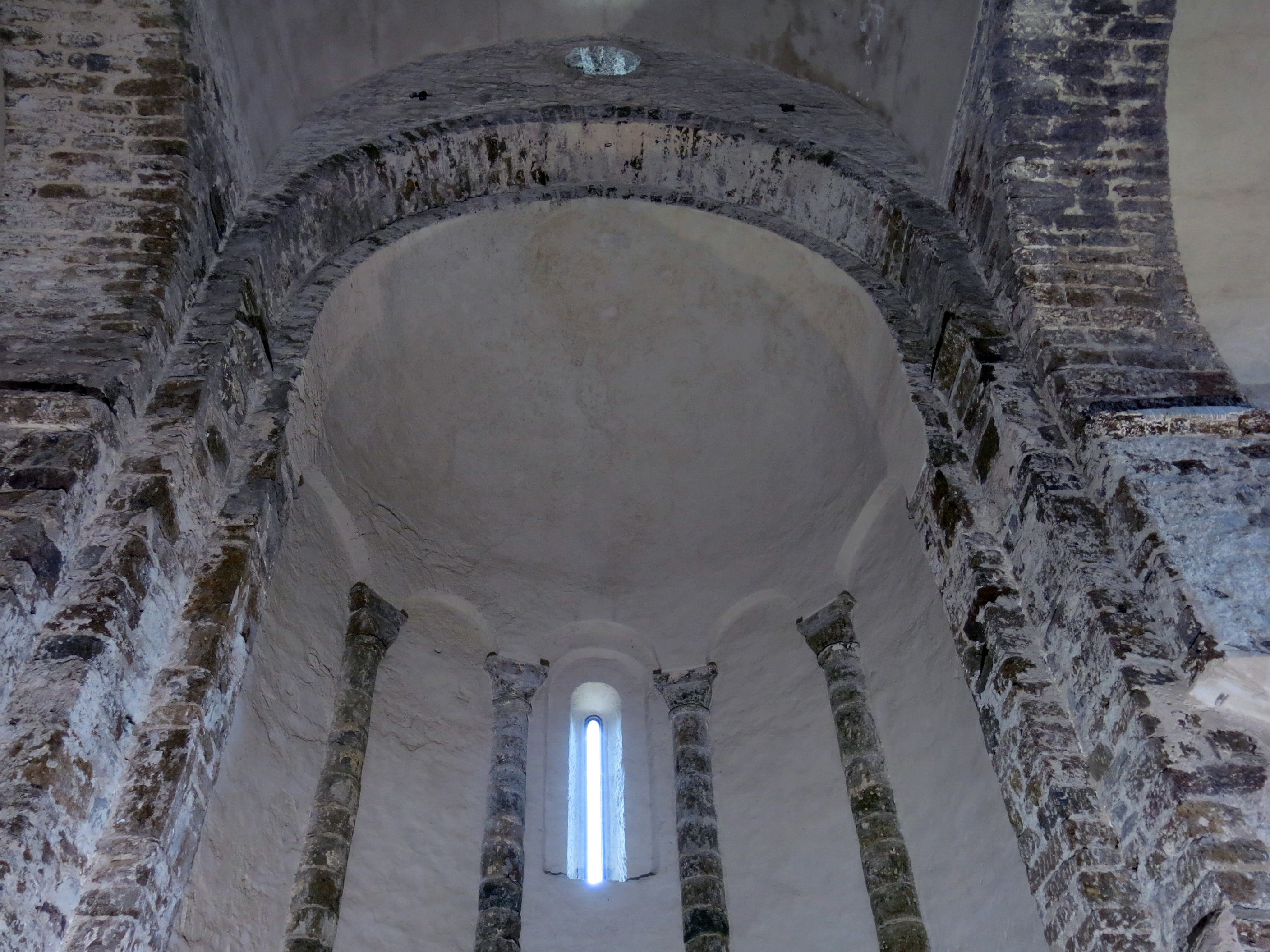
Zentralapsis mit gestuftem Doppelbogen und Rundfenster

Die nach Osten ausgerichtete Basilika der Abtei ist dreischiffig und besteht aus einem Hauptschiff und zwei Querschiffen (Transepten), wobei die beiden Flügel der Querschiffe nur ein Viertel so lang sind wie das Hauptschiff. Dem Hauptschiff und der Vierung sitzt ein Tonnengewölbe auf, wohingegen die Seitenschiffe und die Apsiden von Viertelkugeln abgeschlossen werden. Die Kirchenschiffe werden untereinander von kreuzförmigen Pfeilern abgetrennt, welche über Pilaster die mittig aufeinandertreffenden toroidalen Deckenstützbögen auffangen.
Auf der Chorseite im Osten sind drei halbkreisförmige Apsiden erhalten – je eine Apsidiole an den Querschiffen sowie eine hohe Zentralapsis am Hauptschiff, welche außen mit einem Fries aus lombardischen Rundbögen geschmückt ist. Im Kircheninnern offenbart die Zentralapsis ebenfalls lombardische Bögen und öffnet in Richtung Hauptschiff mit einem abgestuften Doppelbogen. Diese Anordnung wurde auch in der kleineren nördlichen Apsidiole gewählt. Die südliche Apsidiole zeigt zur Abwechslung einen niedrigeren Bogen, der jedoch erst später eingesetzt worden war. Zwischen die Zentralapsis und die südliche Absidiole wurde später im Außenbereich eine rechteckige Kapelle mit Spitzgewölbe angesetzt, welche mit dem Inneren mittels eines Spitzbogens kommuniziert.
Was die generell länglich, schmal und klein gehaltenen Fensteröffnungen anbelangt, so besitzt jede Apsis ein mittiges Rundbogenfenster, dessen Laibungen doppelt abgeschrägt sind. Zwei Fenster derselben Art befinden sich im Vierungsbereich, eines in der Südmauer und eines im äußersten Nordwesten. Über den Stützbögen der Zentralapsis ist ein kleines Rundfenster aus keilförmig behauenen Steinen angebracht.

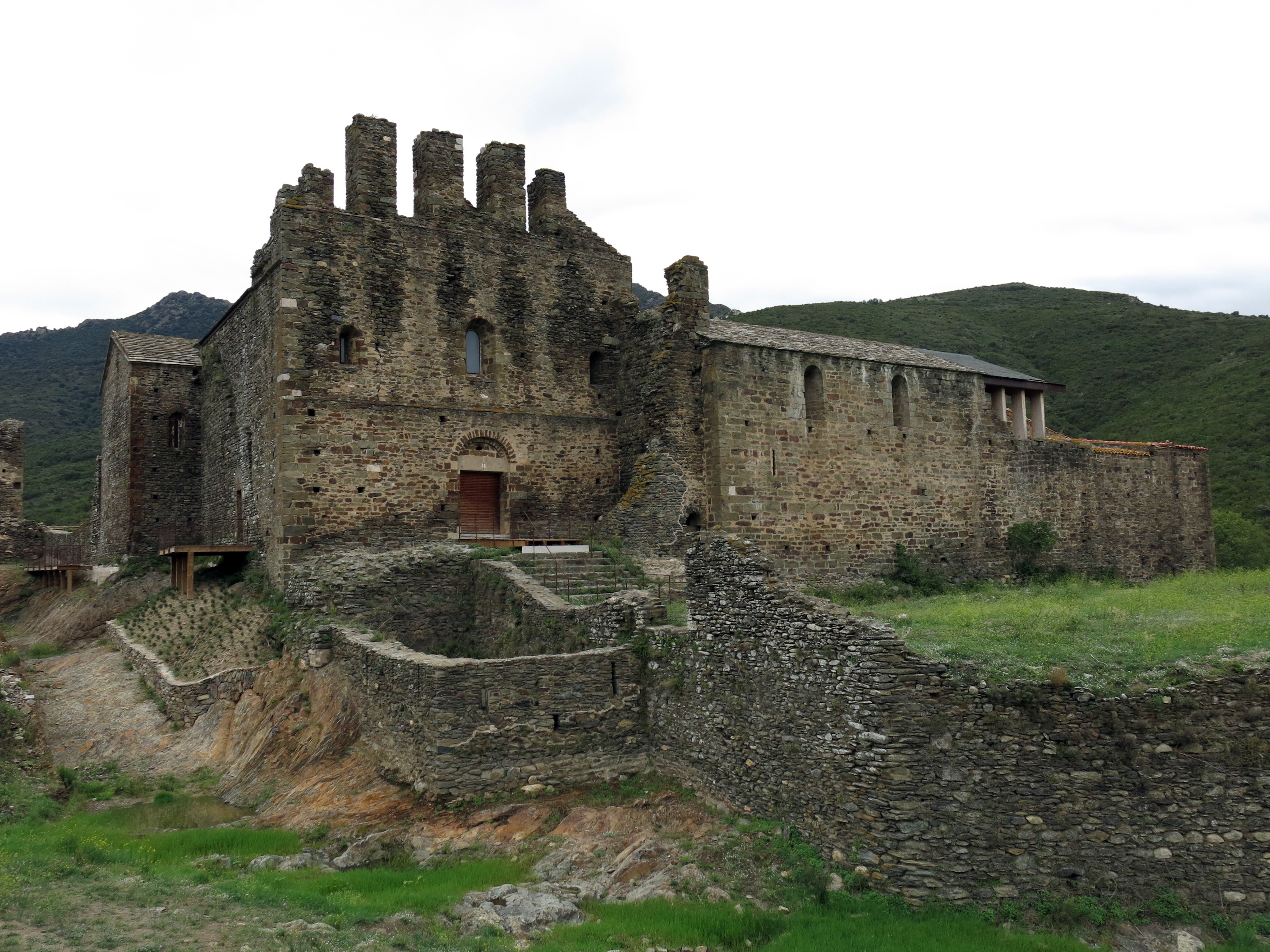
Westwerk mit Eingangstür, Fenstern und nicht abgeschlossener Glockenwand. Im Vordergrund Mauerreste auf anstehendem Schiefergestein.

Die Kirche besitzt drei Eingänge, einen auf der Nordseite, einen auf der Westseite und einen auf der Südseite. Letzterer ist als Rundbogen mit sauber behauenen Keilsteinen gearbeitet und stellt die Verbindung zum Kreuzgang her; er dient jetzt gleichzeitig als Haupteingang ins Gebäude. Der Nordeingang ist zugemauert. Der Westeingang wird oberhalb eines mächtigen Türsturzes von gestuften Doppelbögen abgeschlossen. Das dadurch gebildete Tympanonfeld ist mit rechtwinklig behauenen Steinen ausgefüllt. Über der Tür sitzt ein größeres Rundbogenfenster mit doppelt abgeschrägter Laibung. Es wird rechts und links von zwei ähnlich ausgeführten, aber wesentlich kleineren Öffnungen flankiert.

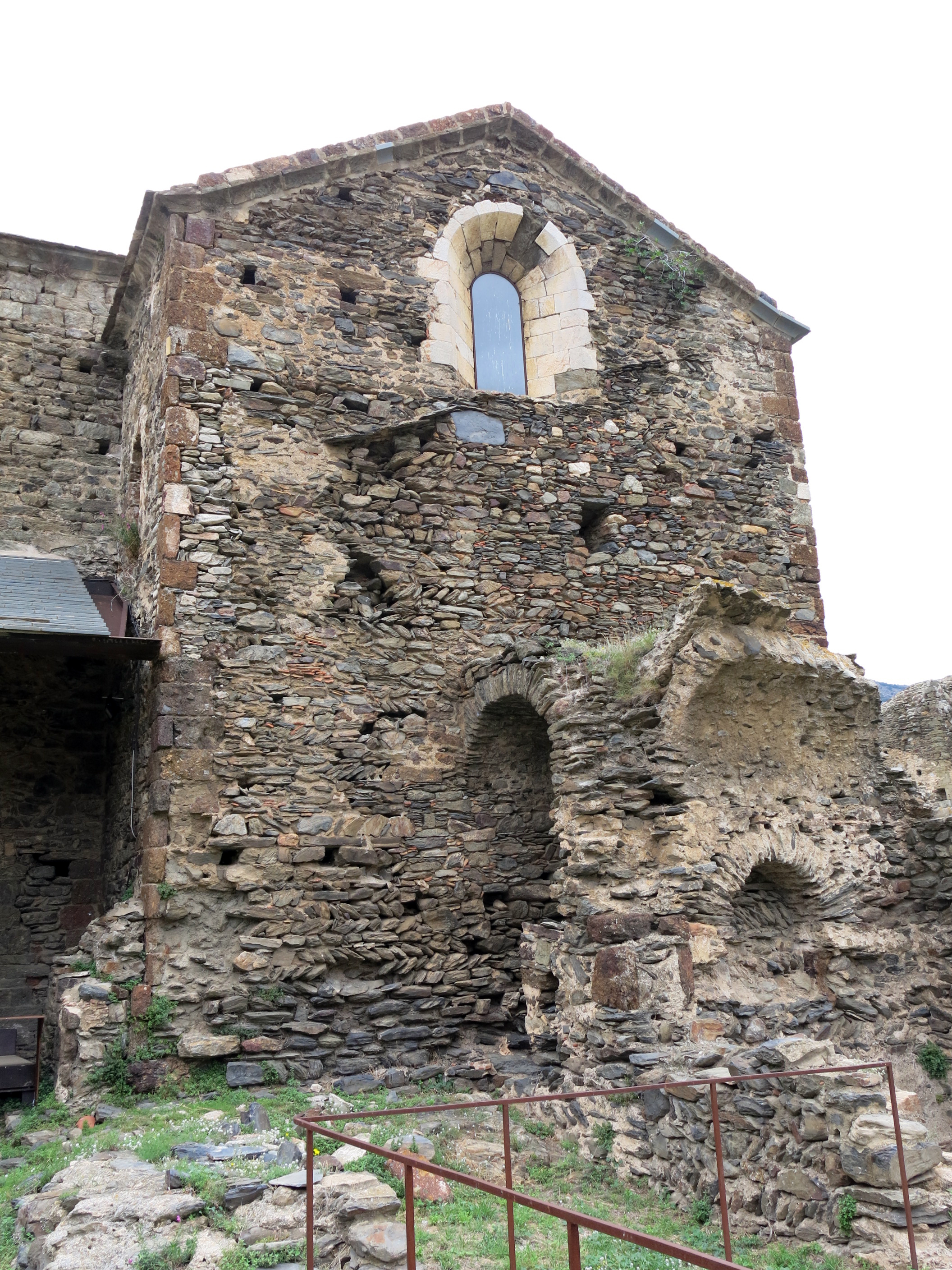
Südliches Seitenschiff mit Überresten der primitiven Vorgängerkirche

Das Westwerk am Hauptschiff wurde im 12. Jahrhundert neu erbaut. Es wird von einer nicht vollendeten Glockenwand abgeschlossen, von der noch vier Pfeiler vorhanden sind und der fünfte als Stumpf vorliegt. Die Bögen fehlen. Die Außenfassaden sind generell schmucklos gehalten, nur die Apsiden sind mit lombardischen Zierbögen versehen.
Als Bausteine wurden hauptsächlich anstehende Schiefer verwendet, die nur grob zu mittlerer Größe behauen und dann in Reihe vermauert wurden. In der Nord- und in der Südwand wurde als Mauertechnik auch das Fischgrätenmuster des opus spicatum eingesetzt, das mit im üblichen Reihenstil vermauerten kleinen Steinen abwechselt.
Vor der Hauptfassade und an der Südseite neben der Vierung sind die Überreste einer primitiven präromanischen Vorgängerkirche zu sehen. Sie bestehen aus einer Steintreppe, einem ersten Bogenansatz sowie aus Fundamentresten einer Apsis (neben der jetzigen Zentralapsis).

### Kreuzgang und Innenhof

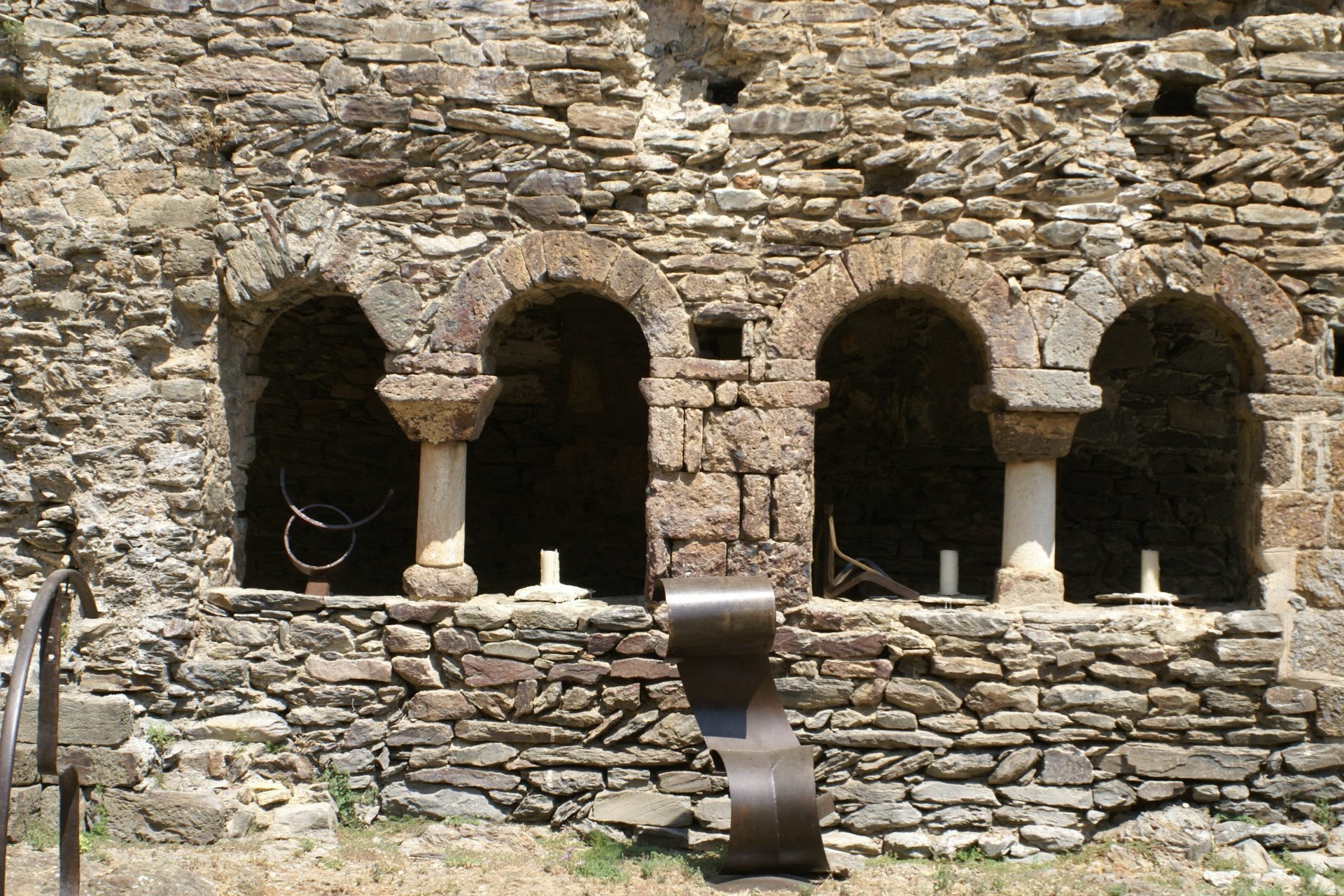
Kreuzgang mit Doppelarkaden

Vom ehemaligen Kreuzgang ist jetzt nur noch ein Flügel mit zwei Doppelarkaden erhalten, welcher gegen die Südwand der Basilika gebaut ist und im Westen gegen eines der Wirtschaftsgebäude stößt. Jede Doppelarkade besteht aus zwei Rundbögen, die von keilförmig zulaufenden Steinen gebildet werden. Durch einen viereckigen Mauerpfeiler werden die Doppelarkaden voneinander abgetrennt. Die Bögen ruhen jeweils auf einer mittigen Säule mit großem Kapitell. Auf der Ostseite des Innenhofs befindet sich ein Mauerfragment in Fischgrätentechnik, das zu einem der ehemaligen Nebengebäude gehört.

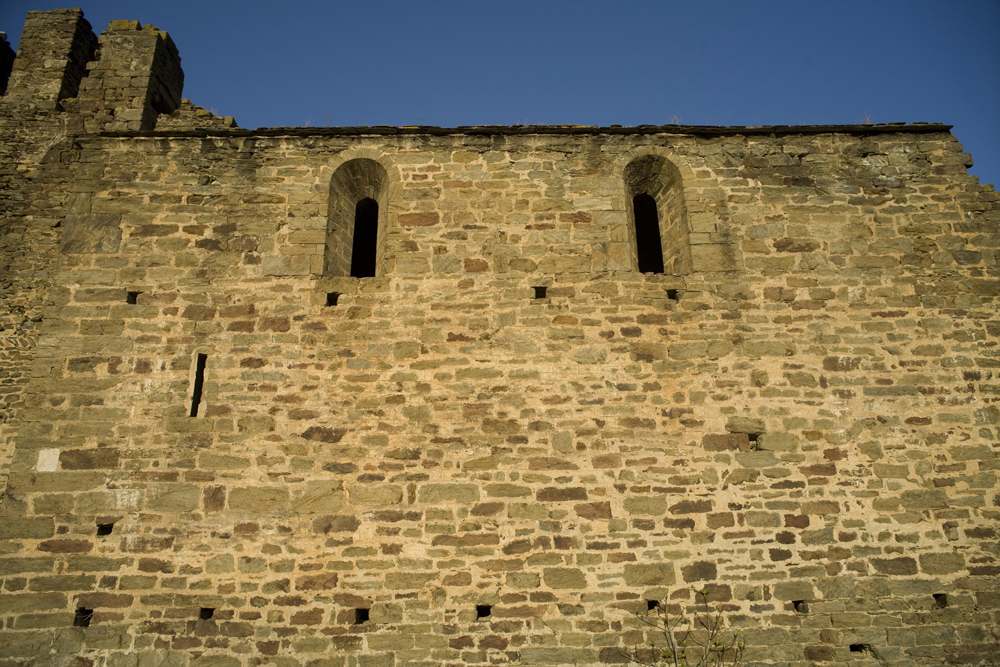
Refektorium von außen mit zwei Fenstern oben und Schießscharte

Nach Westen wird der Innenhof von einem recht stattlichen, rechteckigen Gebäude mit Spitztonnengewölbe abgeschlossen, dessen Boden nach außen abschüssig ist. Der Südabschnitt ist eingestürzt. Die Hauptfassade dieses Gebäudes liegt an der Hofseite, mit unten zwei sehr schön gearbeiteten Rundbögenportalen und im Stockwerk darüber zwei Fenstern mit doppelt geschrägter Laibung. Die außen von einer Umfriedungsmauer eingerahmte Westfassade ist an der Mauerbasis etwas verbreitert und besitzt eine große Schießscharte. Die Westseite zeigt ebenfalls zwei Fensteröffnungen mit doppelter Schräglaibung, die denen der Innenhofseite nahezu gleichen. Das Gebäude wurde mit gut behauenen Steinblöcken in Reihe gemauert. Es dürfte sich hierbei um das einstige Refektorium bzw. Dormitorium handeln.

### Andere Bauten

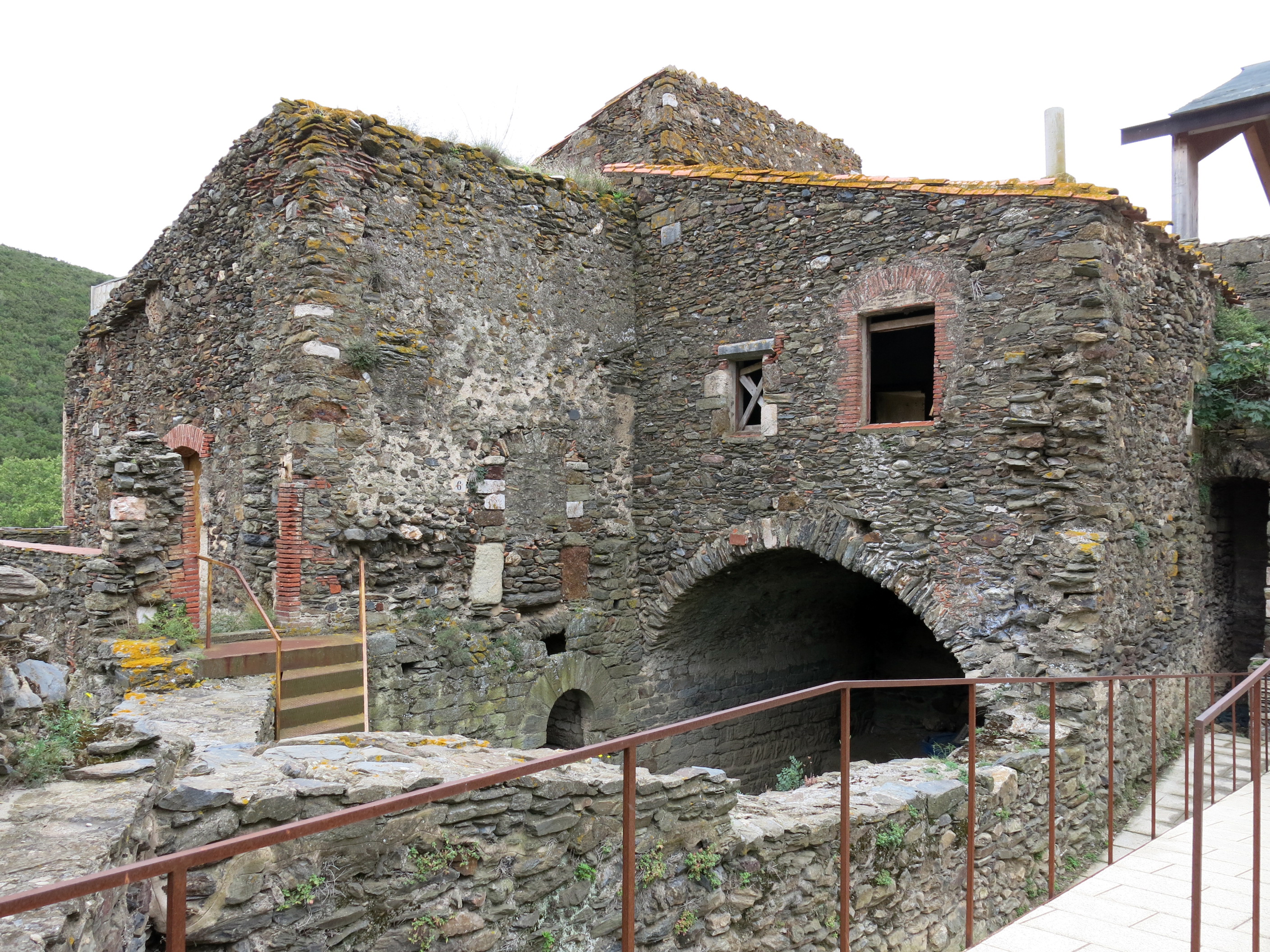
Haus des Abts

Auf der Südseite des Innenhofs befindet sich ein weiteres Gebäude, das als Haus des Abts identifiziert worden ist, gleichzeitig wohl aber auch als Wirtschaftsgebäude gedient haben dürfte. Es gliedert sich in drei aneinanderliegende Bauteile mit unterschiedlichen Dachneigungen, die insgesamt in etwa rechteckige Ausmaße annehmen. Das Gebäude gründet auf abschüssigem Untergrund und gliedert sich in Unter- und Obergeschoß. Seine Hauptfassade zeigt nach Süden in Richtung Umfriedung. Ins Untergeschoss führt ein Rundbogen flankiert von einer sehr großen Schießscharte. Das Obergeschoß erhellen zwei rechteckige Fenster. Die Nordostseite des Gebäudes besitzt im Untergeschoss ein breites Steingewölbe und im Obergeschoß uneinheitliche Fensteröffnungen, zum Teil aus Ziegeln gemauert. Erhalten ist ferner eine in Fischgrätentechnik ausgeführte Mauer, die zum Vorgängerbau aus dem 10. Jahrhundert oder früher gehört.

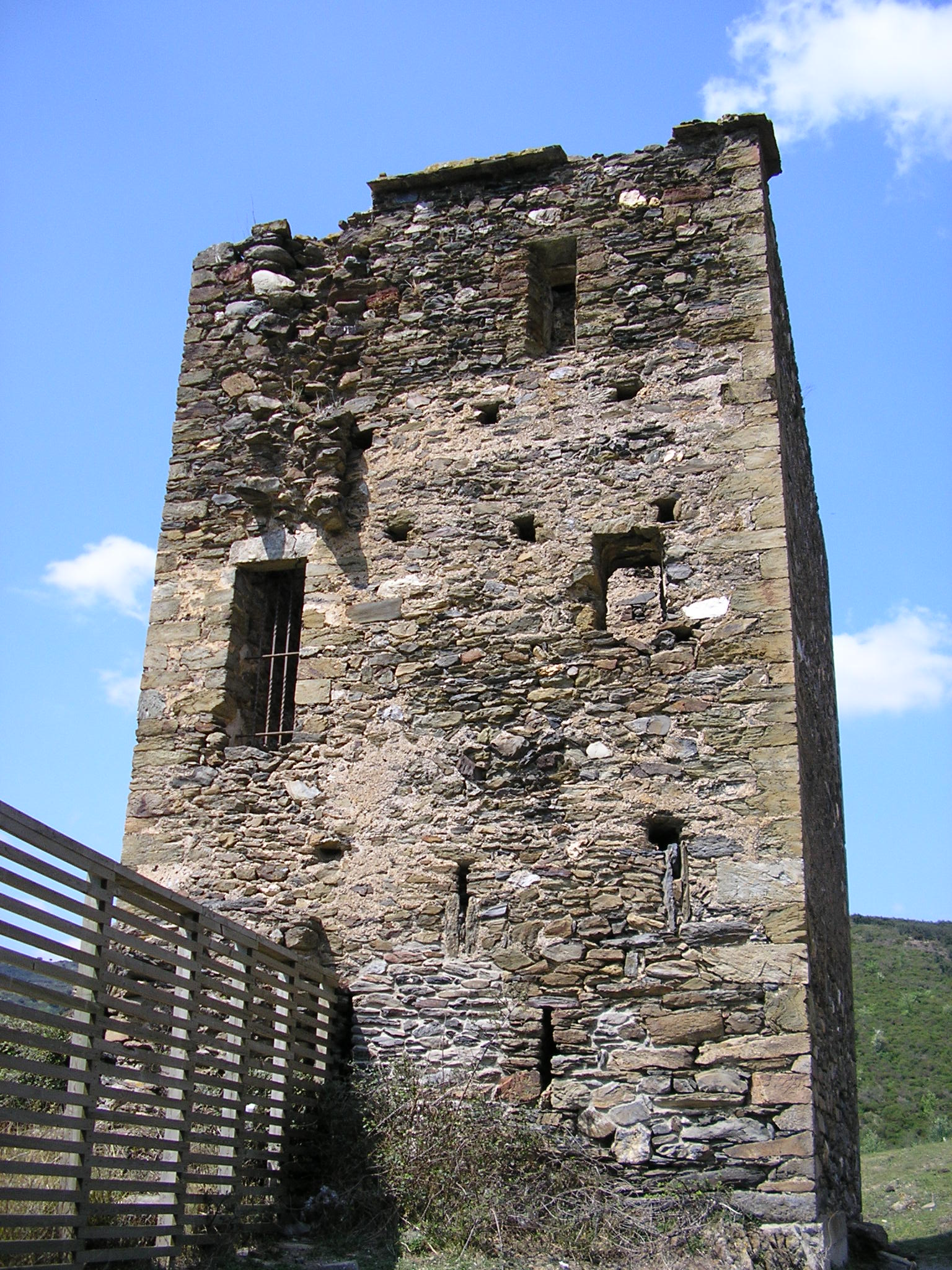
Turm

Hinter der Apsis finden sich Reste der einstigen Außenmauer. Im äußersten Nordosten dieses Mauerzuges sind einige Schießscharten eingelassen. Weiter südlich verläuft parallel noch eine weitere Mauer. Beide Mauerzüge bilden zusammen eine Umfriedung zwischen den Gebäuden der Abtei und dem quadratischen Turm, der sich etwa 30 Meter weiter östlich erhebt. Der Turm hat mehrere Schießscharten und seine Fensteröffnungen liegen auf verschiedenen Niveaus. Sein Dach ist mittlerweile abhandengekommen. Ausgrabungen an der Nordwestecke der Basilika haben in den letzten Jahren weitere Mauerreste mit integrierten Schießscharten freigelegt.

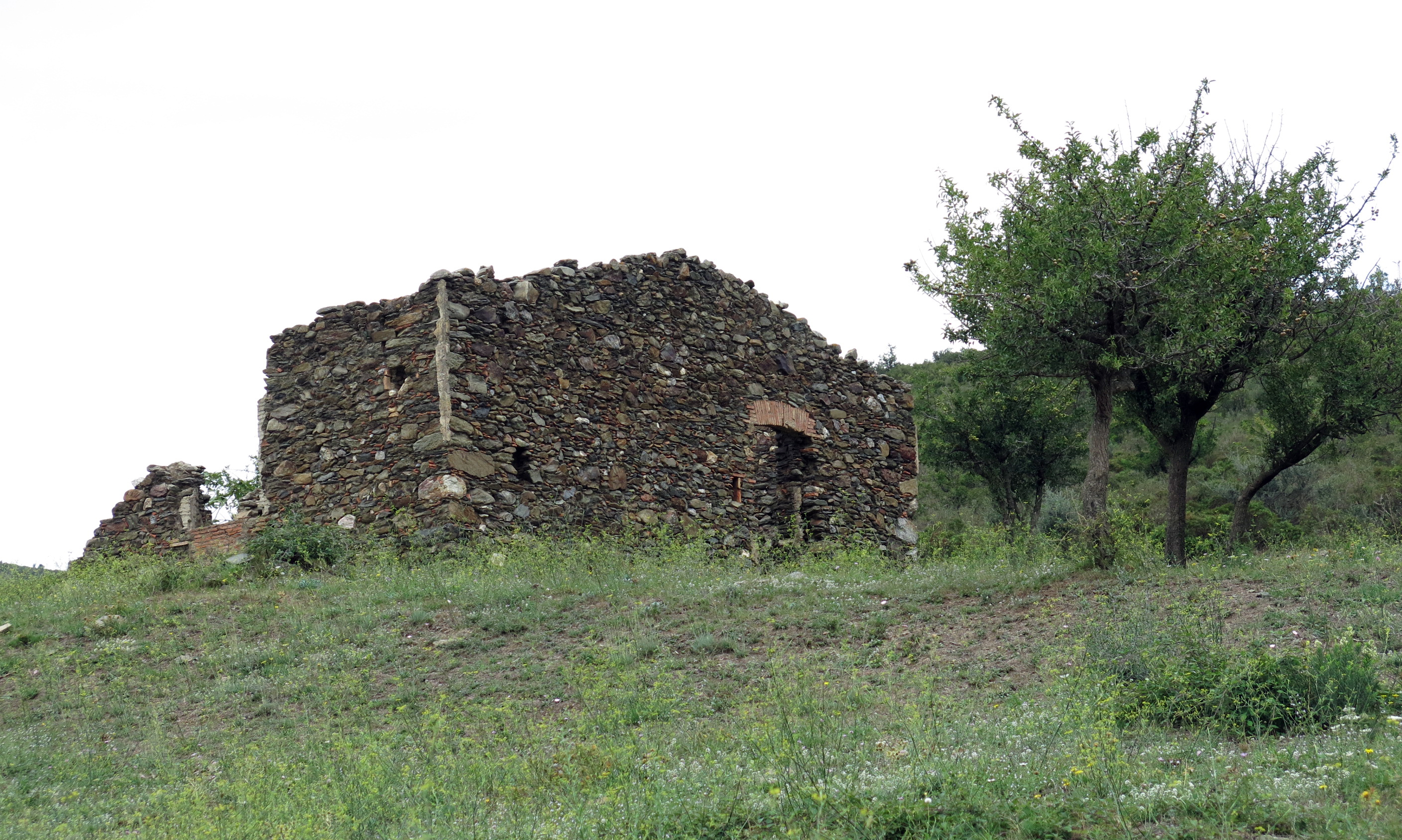
Überreste des Hospiz

Im Nordwesten des Abteikomplexes liegen auf etwas höher gelegenem Gelände Gebäudereste, die einem ehemaligen Hospiz zugeschrieben werden. Es handelt sich hierbei um ein recht stark verfallenes, rechteckiges Gebäude, das sein Dach eingebüßt hat. Die verwendeten Steine sind unbehauen und waren mit viel Kalkmörtel verbaut worden. Im Nordosten liegt noch ein weiteres Nebengebäude, das jetzt als Bar/Restaurant fungiert, vormals aber nur noch als Pferch diente.
Knapp 100 Meter weiter westlich befindet sich die Kirche Santa Maria de Colera.

## Ausgrabungs- und Renovierungsarbeiten
Obwohl die Abtei Sant Quirze im Jahr 1931 unter Denkmalschutz gestellt worden war, benutzten sie die Bauern aus der Nachbarschaft weiterhin als Stall und Vorratslager. Diese Praxis endete erst mit dem Beginn der Ausgrabungs- und Restaurierungsarbeiten im Jahr 1979. Im Zuge dieser Renovierungen wurden im südlichen Apsidenbögen romanische Gemälde von hoher Qualität aus dem 12. Jahrhundert entdeckt. Im Refektorium an der Westseite kamen bei Ausgrabungen im Fußboden anthropomorphe Gräber zum Vorschein, die eine frühmittelalterliche Datierung ins 8. Jahrhundert ermöglichten. Hier tauchten ferner die Überreste einer dritten Kirche oder Cella auf. Zwischen 1983 und 1984 kam es zu einer erneuten Intervention, bei der unter anderem eine neue Eingangstreppe eingesetzt und Nebengebäude konsolidiert wurden. Zwischen 2004 und 2005 fanden erneut Grabungen statt, gleichzeitig wurde der Zugangsweg von Rabós ausgebessert. Wegen der Arbeiten war die Abteianlage für viele Jahre dem Zugang der Öffentlichkeit versperrt, kann aber seit dem Jahr 2007 wieder besucht werden. Im Sommer finden hier Konzerte statt.

## Photogalerie

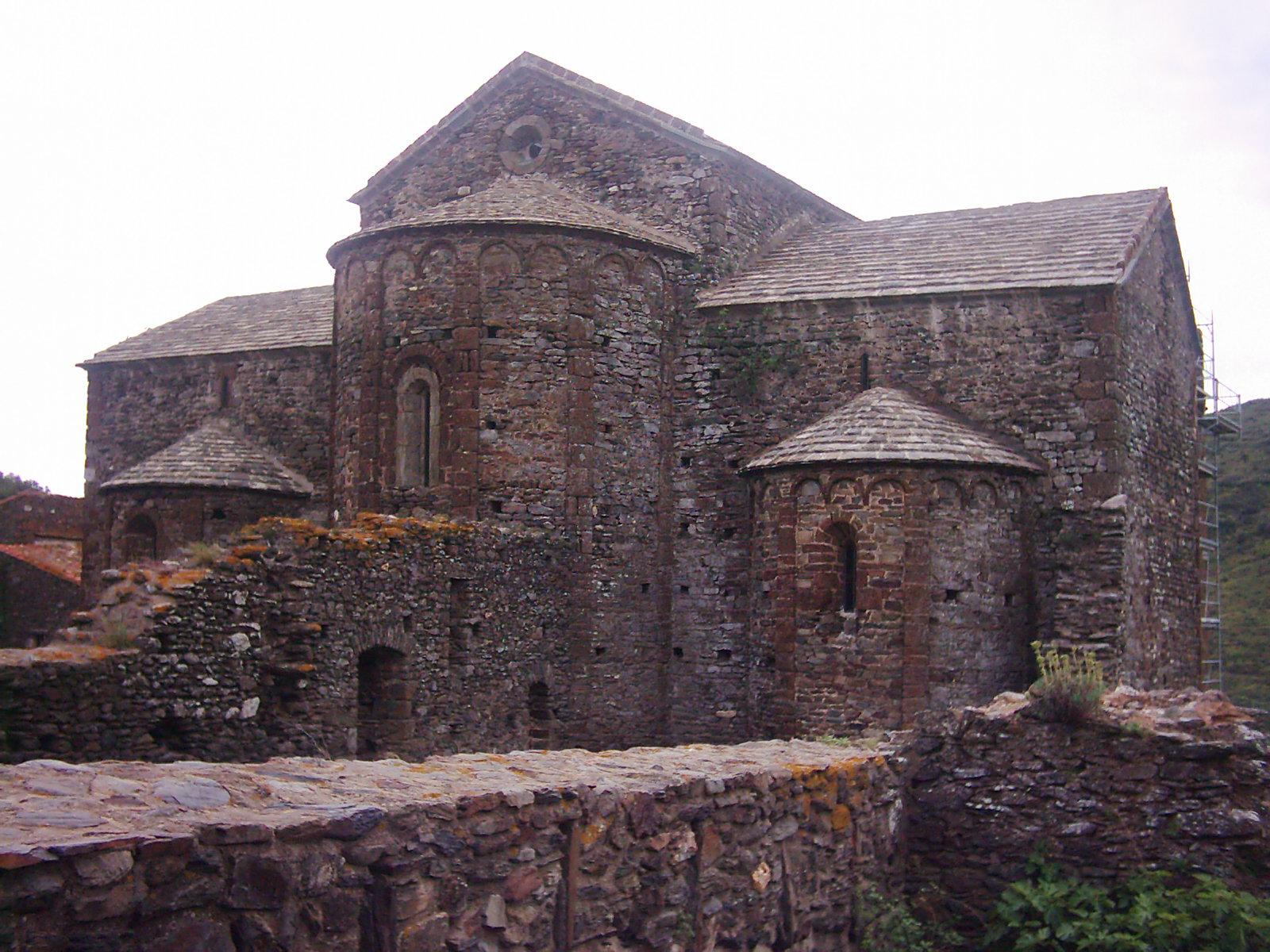
Ansicht von Osten
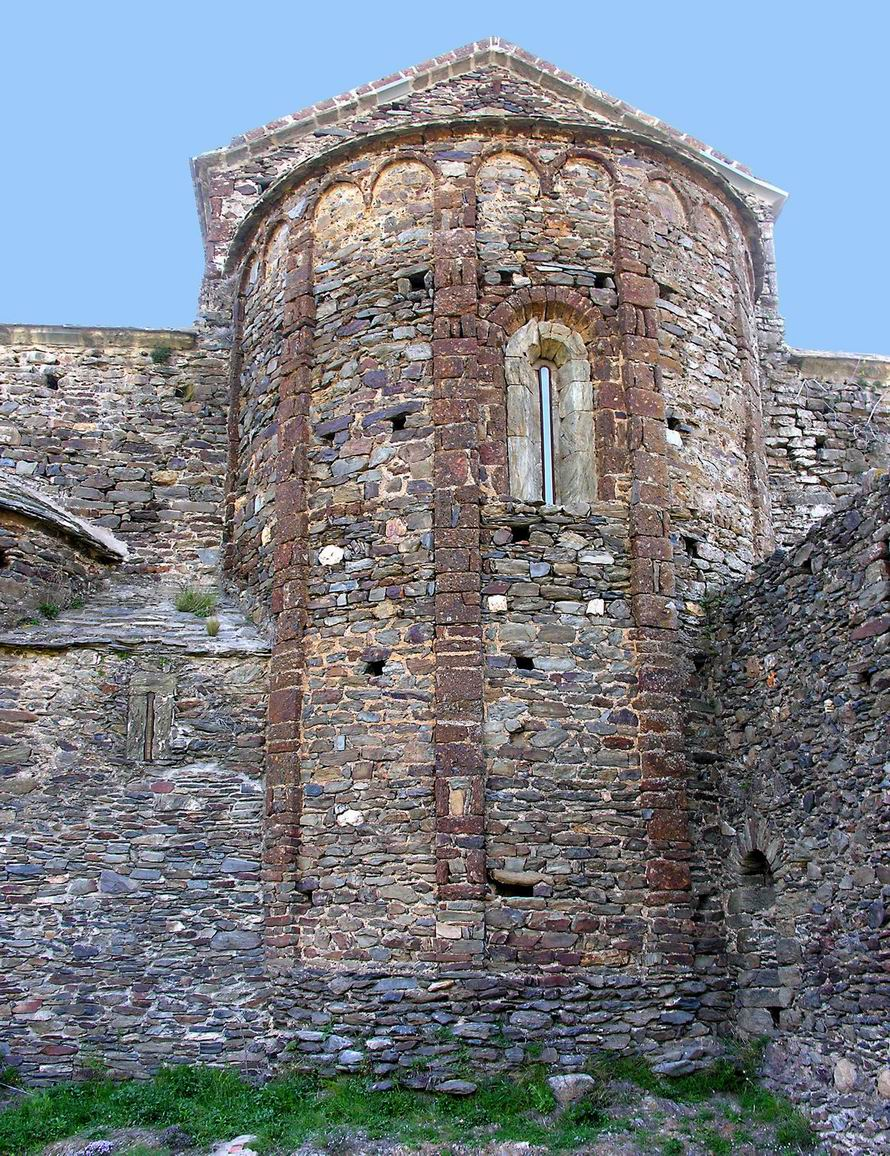
Zentralapsis
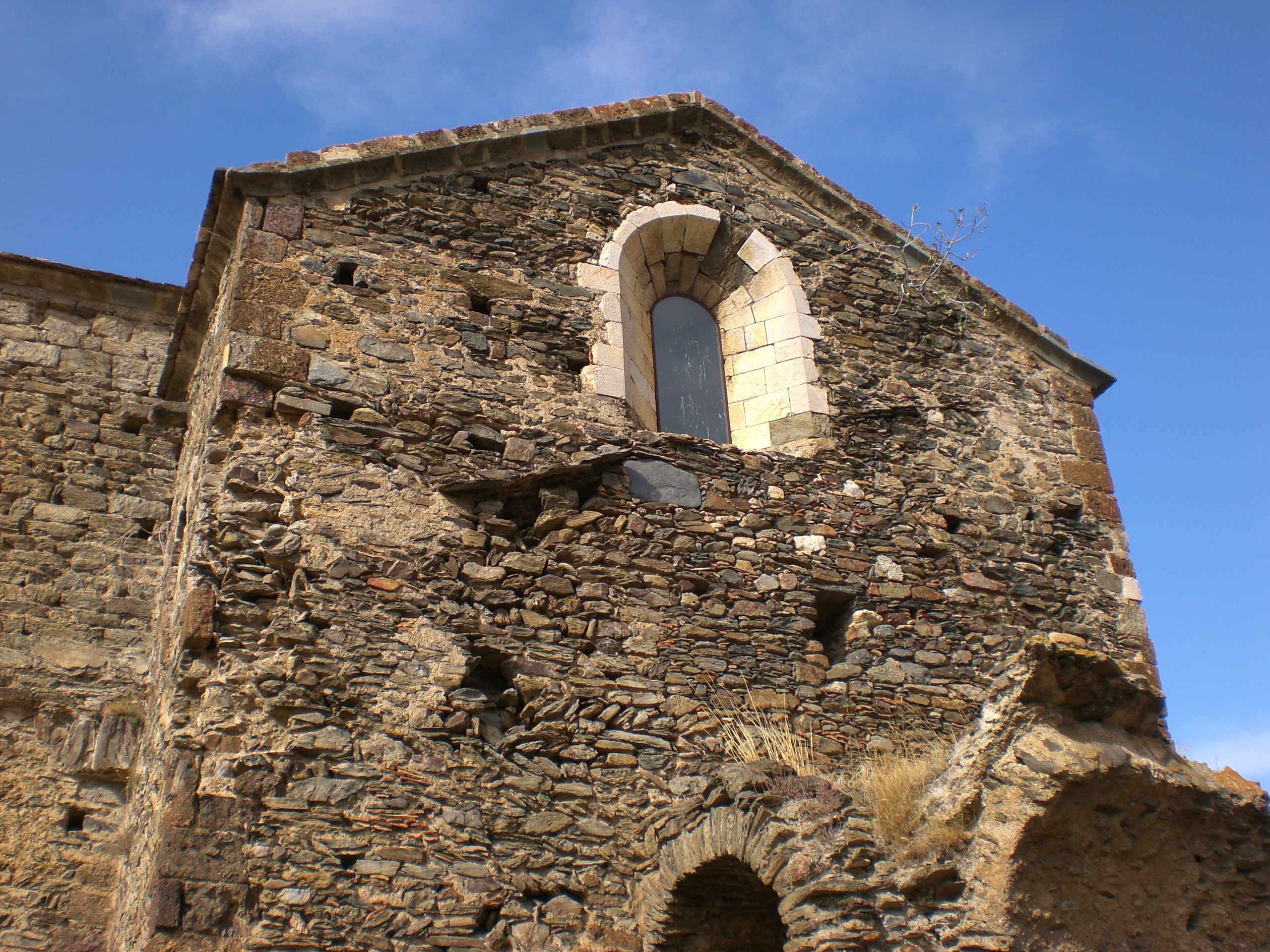
Südliches Querschiff
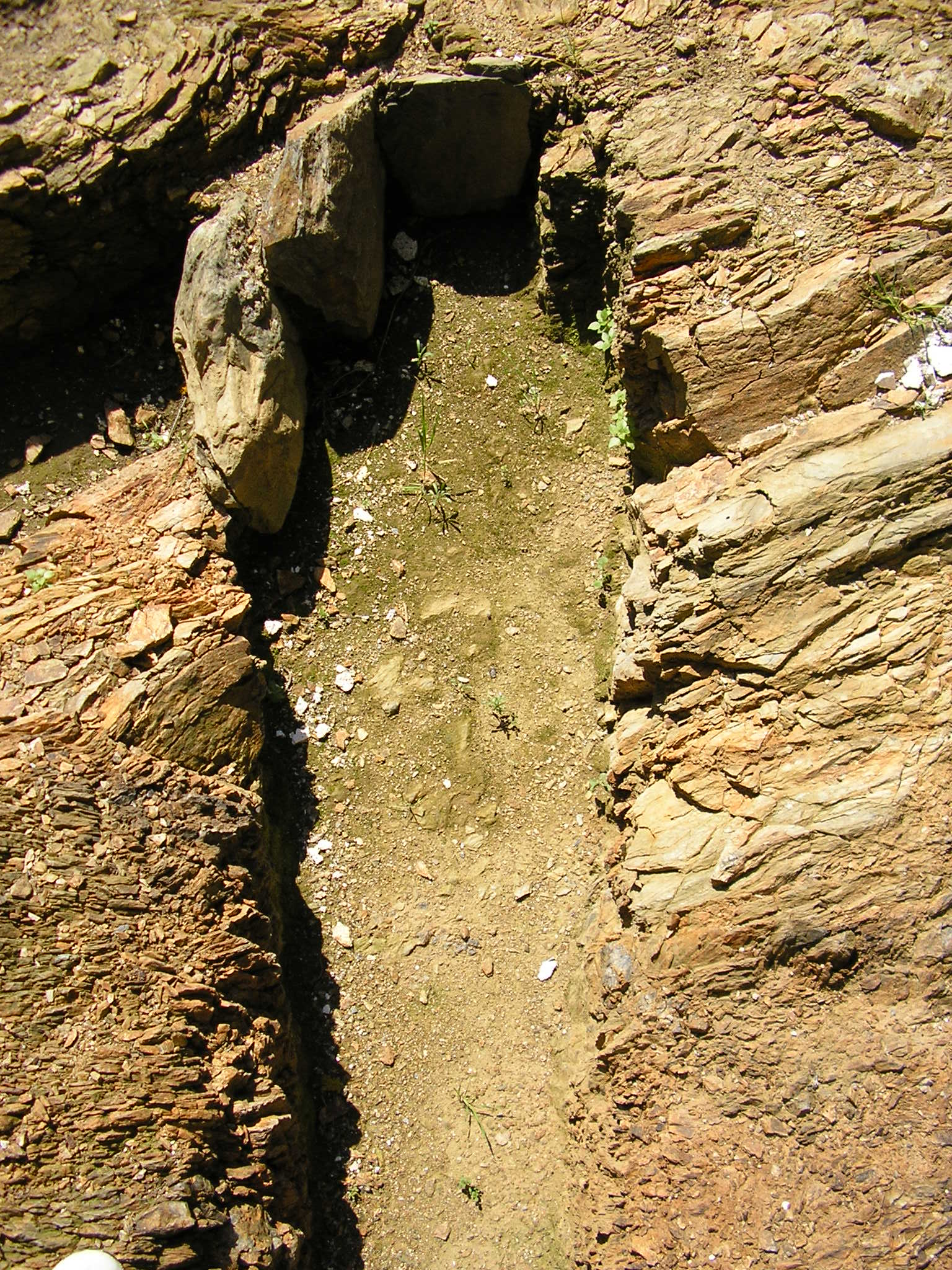
Grab im Boden des Refektoriums
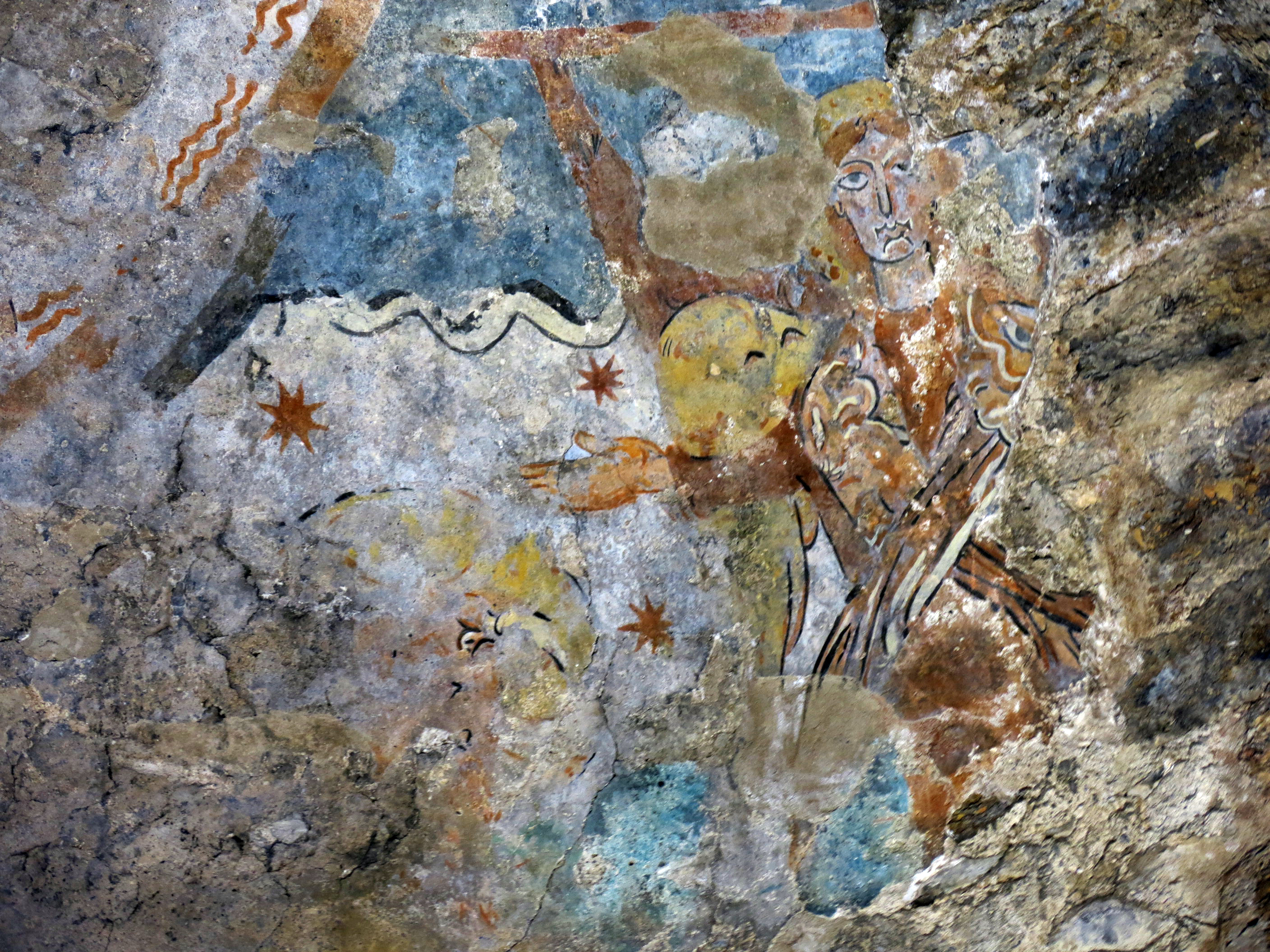
Gemäldereste in der rechten Apsis
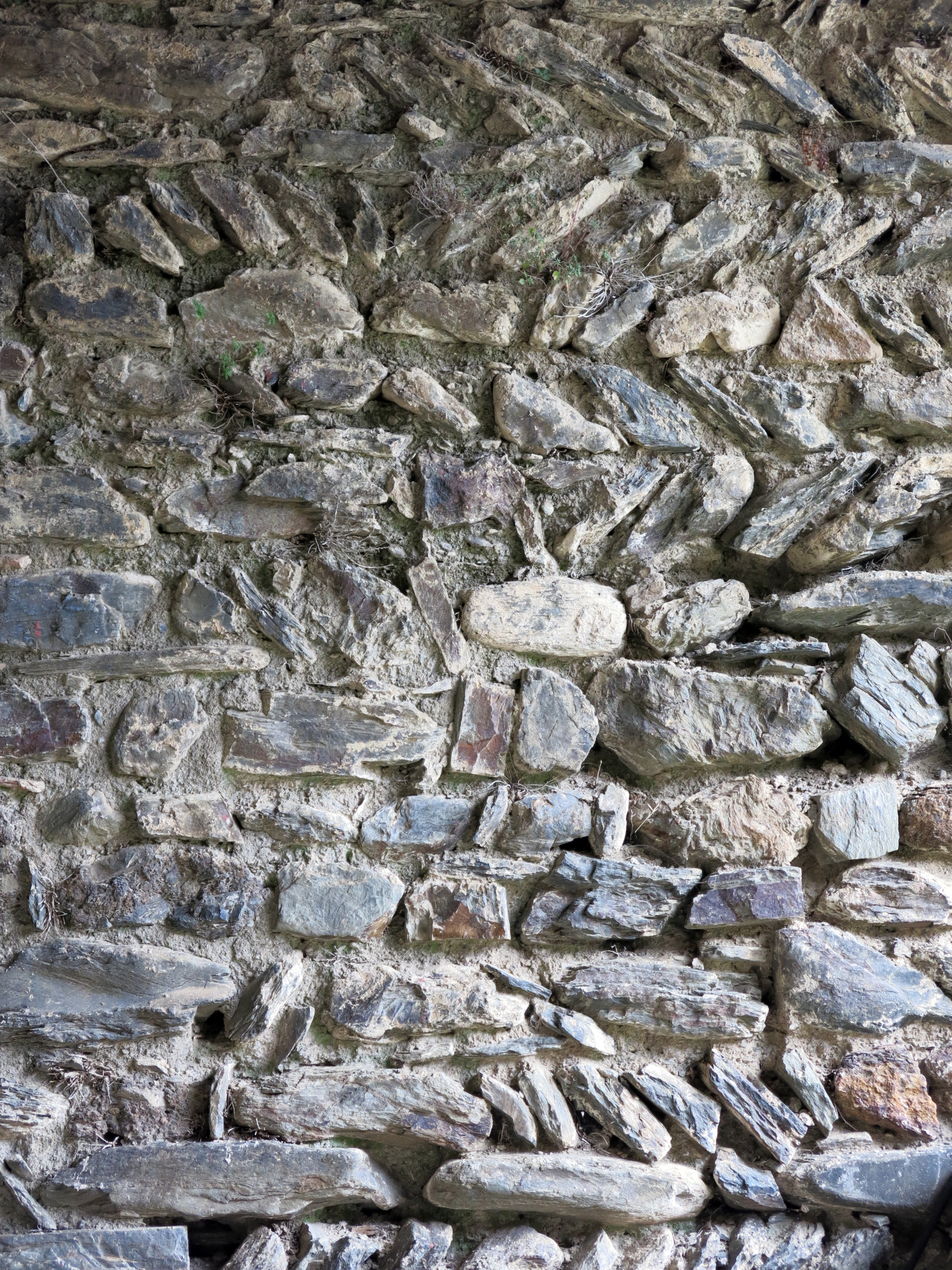
opus spicatum
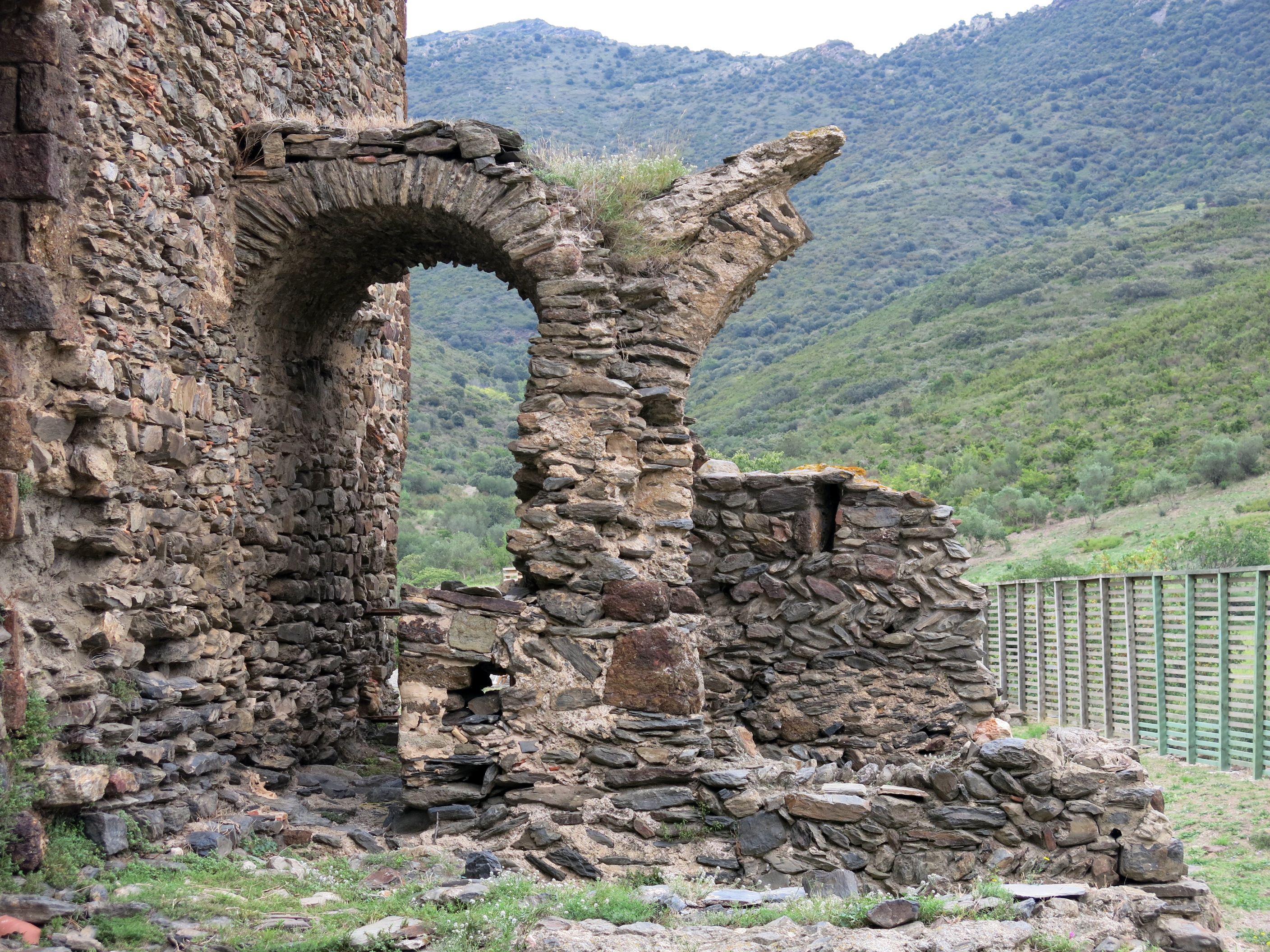
Überreste der Vorgängerkirche
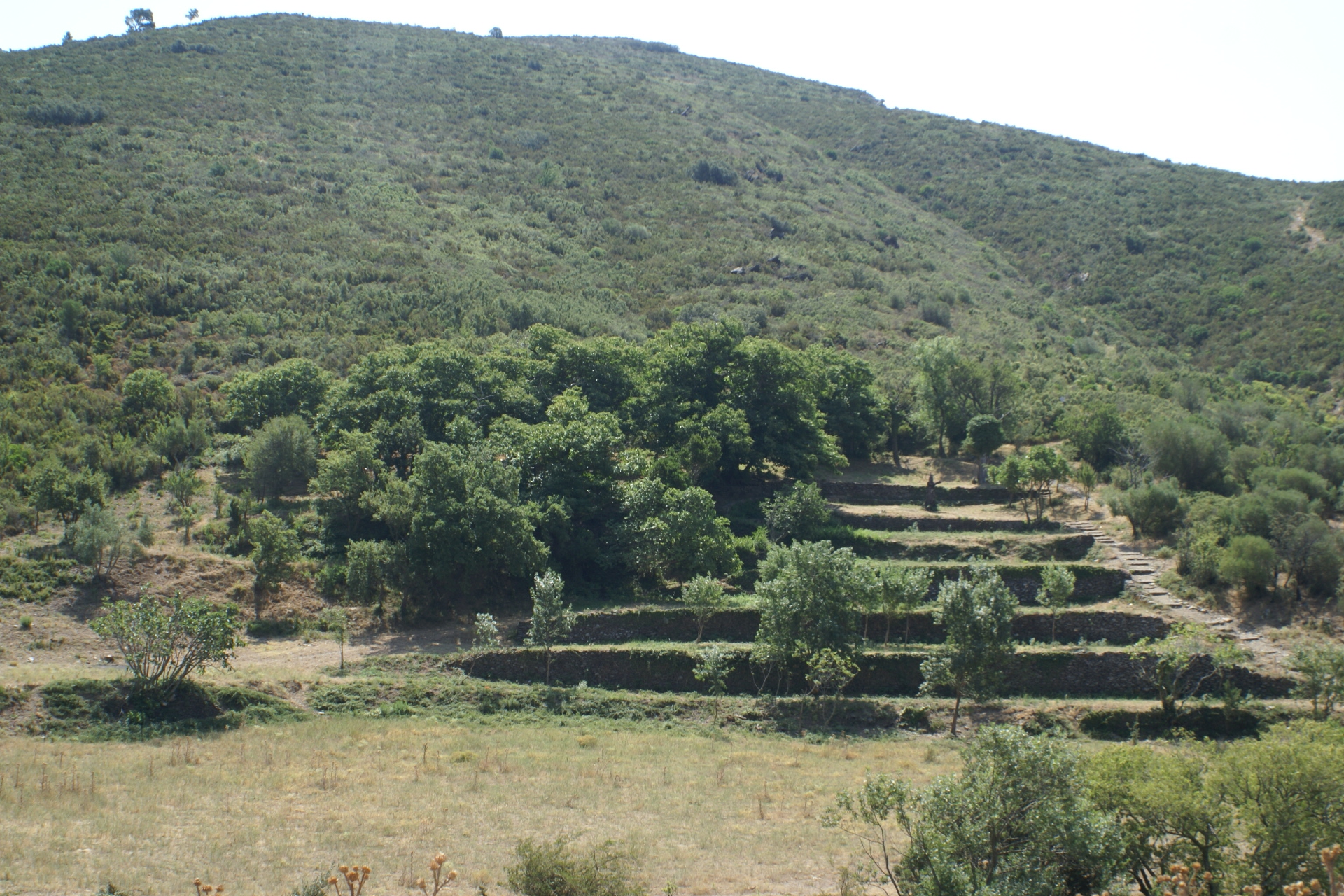
Bereich der Quelle
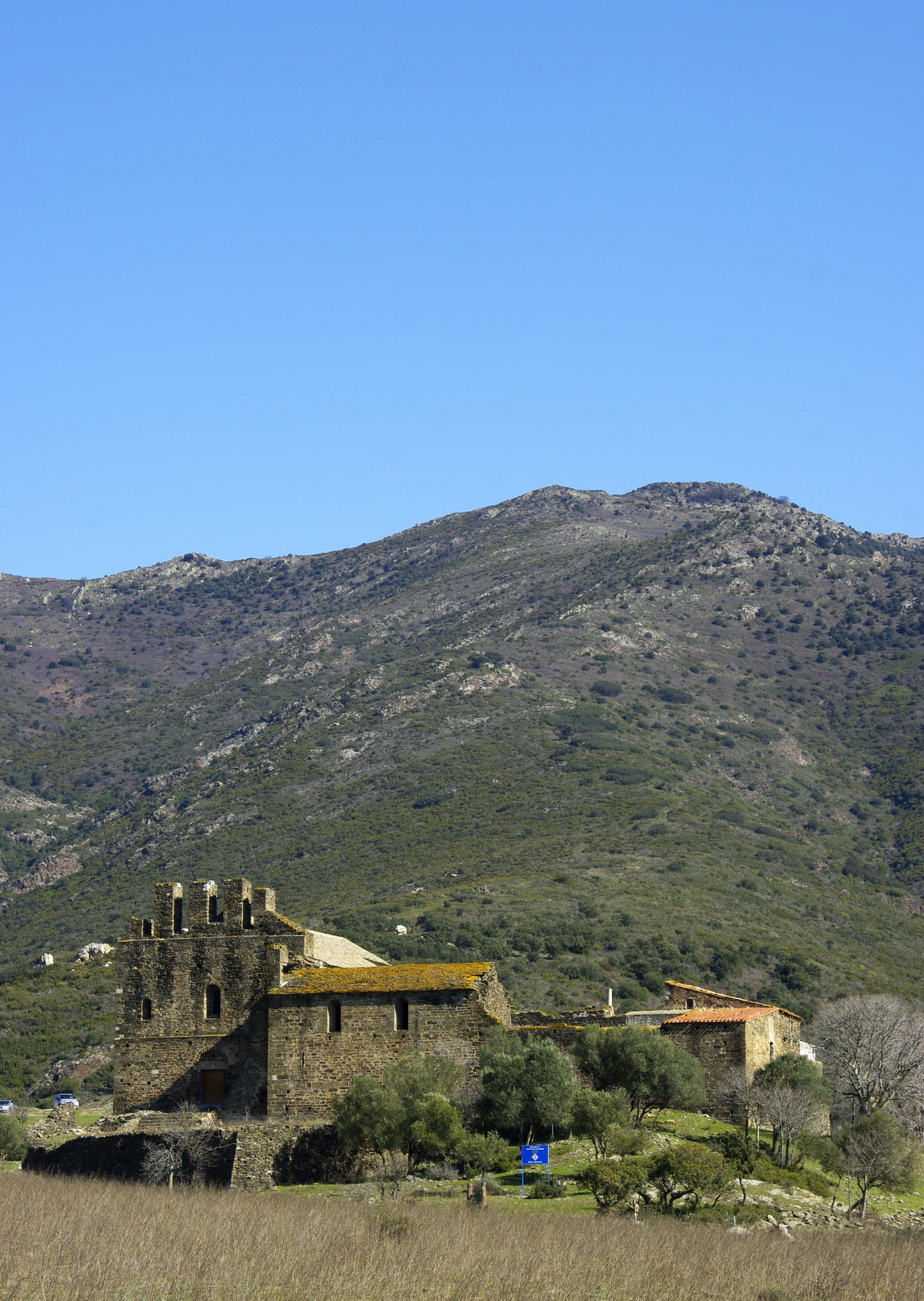
Gesamtansicht der Abtei
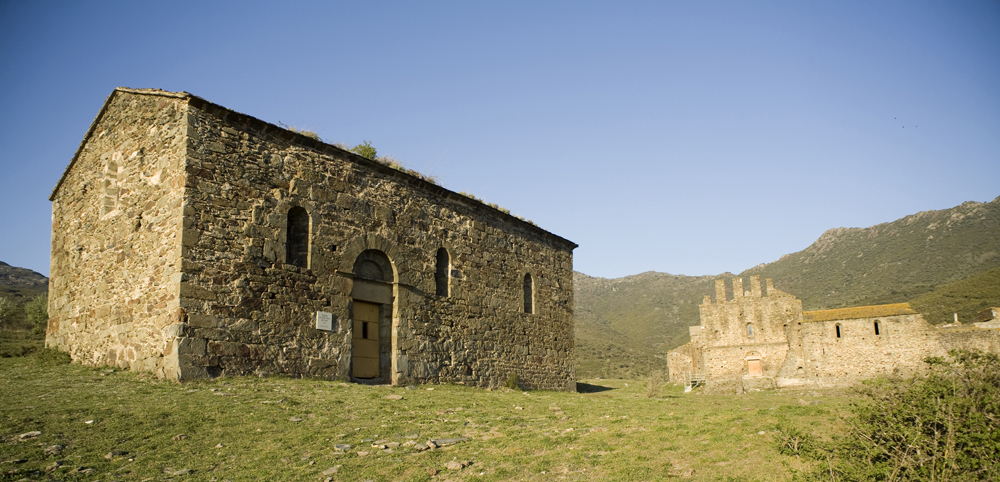
Santa Maria de Colera